# کی والش
کی والش (انگلیسی: Kay Walsh; ۱۵ نوامبر ۱۹۱۱ – ۱۶ آوریل ۲۰۰۵) یک هنرپیشه اهل انگلستان بود.

## بخشی از فیلمشناسی
از فیلم‌ها یا برنامه‌های تلویزیونی که وی در آن نقش داشته است می‌توان به آثار زیر اشاره کرد.
- جایی که خدمت می‌کنیم (۱۹۴۲)
- الیور توئیست (۱۹۴۸)
- آخرین تعطیلات (فیلم ۱۹۵۰) (۱۹۵۰)
- آهنربا (فیلم) (۱۹۵۰)
- ترس صحنه (فیلم ۱۹۵۰) (۱۹۵۰)
- جعبه جادویی (فیلم) (۱۹۵۱)
- نیم‌تنه رنگارنگ (۱۹۵۴)
- دنیای سیرک (۱۹۶۴)
- جادوگران (فیلم ۱۹۶۶) (۱۹۶۶)
- باکره و کولی (فیلم) (۱۹۷۰)
- اسکروج (فیلم ۱۹۷۰) (۱۹۷۰)
- طبقه حاکم (فیلم) (۱۹۷۲)